# مصاعد أوتيس
شركة مصاعد أوتيس :(بالإنجليزية: Otis Elevator Company) هي أكبر منتج في العالم لأنظمة النقل الرأسي، مع التركيز أساسا على المصاعد والسلالم المتحركة. تأسست في عام 1853 في يونكيرس، نيويورك، الولايات المتحدة الأمريكية، من قبل إليشا أوتيس، وهي شركة رائدة في تطوير مصعد السلامة، والذي اخترعه أوتيس في عام 1852، والتي تستخدم آلية خاصة لقفل عربة المصعد في مكانها وذلك عندما تفشل اسلاك الرفع.
وقد ركبت أوتيس للمصاعد في بعض الهياكل الأكثر شهرة في العالم، بما في ذلك برج ايفل، قصر وينشستر الغامض، مبنى إمباير ستيت، مركز التجارة العالمي، والشفق المنطقة برج الرعب، برجا بتروناس التوأم، برج خليفة، برج سي إن، وفندق ديل كورونادو، وبرج سكيلون.
إحصائيا، أوتيس هي شركة المصاعد الأكثر شعبية في العالم. وتشير التقديرات إلى أن ما يعادل عدد سكان العالم في مصاعد وسلالم وممرات متحركة من صنع أوتيس كل ثلاثة أيام. وفقا ليونايتد تكنولوجيز، فأن مصاعد أوتيس تحمل ما يعادل سكان العالم كل تسعة أيام.
في عام 1976، تم الاستحواذ على أوتيس من قبل شركة يونايتد تكنولوجيز، لتصبح شركة تابعة ومملوكة لها بالكامل. وتوظف الشركة أكثر من 61,000 موظف، مع عام 2007 حققت ايرادات قدرها 11.885 بليون دولار. ويقع مقر الشركة في فارمنغتون، كونيتيكت.
كما قامت أوتيس أيضا بتقديم أنظمة النقل الأفقي الآلية المتحركة وذلك لنقل الناس في رحلات "مكوكية"، مثل أوتيس هوف إير «Hovair». وفي عام 1996، شكلت أوتيس مشروع مشترك مع الشركة الفرنسية «Pomagalski»، يسمى بوما-أوتيس لأنظمة النقل.
أشترت شركة مصاعد أوتيس في المملكة المتحدة شركة مصاعد ايفانز. وتعتبر شركة مصاعد ايفانز المحدودة أقدم وأكبر شركة لتصنيع معدات المصاعد في المملكة المتحدة وكان مقرها في ليستر، إنجلترا. ويقبع مركز خدمة عملاء أوتيس في مبنى شركة مصاعد ايفانز القديم في ليستر. حيث تم توسيع المبنى من قبل أوتيس.
لا تزال هناك بعض المنشآت التي مازالت تستخدم مصاعد من أنتاج شركة ايفانز حتى اليوم. ومازال مصعد ايفانز الأصلي قائما في مركز سيلفر اركيد في ليستر. حيث نقل الناس في السابق إلى الطوابق العليا، ولكن الطوابق العليا لم تعد مأهولة بحيث لم يعد يستخدم المصعد.
في يوليو 2022 ، باعت شركة أوتيس للمصاعد أعمالها في روسيا إلى إس 8 كابيتال القابضة. تلقى القابضة المعدات والتقنيات والموظفين. بالإضافة إلى ذلك ، ضمن الجانب الأمريكي الإمداد المستمر بقطع الغيار اللازمة.

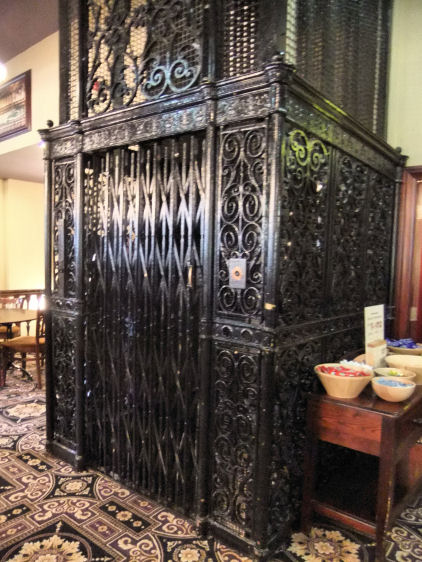
مصعد أوتيس في غلاسكو، اسكتلندا، تم استيراده من الولايات المتحدة في عام 1856 لمستودع جاردنر، ويعتبر أقدم مصعد واجهته من الحديد الزهر في الجزر البريطانية

## مصعد جي إي ان 2
دخلت أوتيس النظام المسمى جي إي ان 2 «GEN2»، وهو نظام الغي فيه استخدام غرف المعدات والتي عادة توجد في أعلى المباني. كما استحدثت تصميم نظام تكنولوجيي عبارة عن أحزمة مسطحة مصنوعة من مادة البولي يوريثان ومغلفة بالفولاذ، لتحل محل اسلاك الريط الفولاذية الثقيلة، وكابلات الصلب المنسوجة التي ظلت معيار لهذه الصناعة منذ أواخر القرن التاسع عشر. ويبلغ سمك هذه الأحزمة 3 ملم (0.1 بوصة) تقريبا وهذا يسمح للآلة لتركيبها داخل آبار المصاعد نفسها.

## الرؤساء
- إليشا جريڤز أوتيس «Elisha Graves Otis» وسوزان إيه. هوتون «Susan A. Houghton»، حوالي عام 1853
- وليام بالدوين ديلافان «William Delavan Baldwin»، حوالي عام 1926,[8][9]
- بيرسي أل. دوغلاس «Percy L. Douglas»،؟ إلى 1964,[10]
- فايت أس. دن «Fayette S. Dunn»، من 1964 إلى؟,[11]
- ديدييه ميشود-دانيال «Didier Michaud-Daniel»، من 2008-2012
- بيدرو ساينز دي «Pedro Sainz de Baranda» من 2012 إلي الوقت الحاضر.

## الحوادث
- في 24 يوليو 2009، حوصر مجموعة من 8 أشخاص لمدة 8 ساعات في مصعد أوتيس في تورونتو. رجل إصلاح الذي حاول إصلاح المصعد سقط من أرتفاع 10 طوابق مما أدى إلى وفاته.[12]
- في 14 ديسمبر 2010، رجع للخلف أحد سلالم أوتيس المتحركة والمثبتة في محطة التجارة الدولية في مترو شينزين خط رقم 1 دون سابق إنذار، مما اسفر عن اصابة 25 راكبا.[13]
- في 5 يوليو 2011، سلم أوتيس المتحرك موديل «513MPE» تم تركيبها على بوابة الدخول للخط رقم 4 في مترو أنفاق بكين، حين قام السلم المتحرك بتغيير اتجاهها دون سابق إنذار، مما تسبب في سقوط 30 شخصا. وقتل صبي وجرح 27 شخصا، مما دفع الصين إلى وقف استخدام نموذج المصعد. ووصف مسؤول في بكين بأن سلم أوتيس المتحرك موديل «513MPE» يعاني من عيوب في التصميم والتصنيع والصيانة، وأن أوتيس المسؤولة عن الحادث".[14] السلطات مترو شنتشن أكد أن سبب الحادث كان أيضا مماثل لحادث شينزين في 14 ديسمبر.[13]

## منع الاحتكار
في فبراير 2007، فرض الاتحاد الأوروبي غرامة على شركة مصاعد أوتيس قدرها 225 مليون يورو، لكونها جزءا من تكتل لتحديد الأسعار في أسواق لوكسمبورغ الألمانية والهولندية البلجيكية. تيسين كروب، مجموعة شندلر، وكوني وميتسوبيشي المصعد أوروبا وغرم أيضا كميات مماثلة في نفس المنظمة.

## مواقع المصانع
- فلورنسا، ساوث كارولينا
- القاهرة، مصر
- ارغنتويل، فرنسا
- بنغالور، الهند
- برلين، ألمانيا (تسمى سابقا فلوهر-أوتيس)
- بلباو، إسبانيا
- بلومفيلد، كونيتيكت، الولايات المتحدة
- Břeclav ، جمهورية التشيك
- كالديرارا دي رينو، إيطاليا (من خلال 100٪ للرقابة CEAM SRL)
- CAPONAGO ، إيطاليا (تم نقل المصنع إلى كاسينا [ توضيح حاجة ]، إيطاليا في 2005)
- كاسينا، إيطاليا (تم إغلاق المصنع على 2008)
- تشانغوون، كوريا الجنوبية
- GIEN ، فرنسا
- قوانغتشو، الصين
- هانغتشو، الصين (تعمل تحت اسم XIZI أوتيس)
- كيركبي، ميرسيسايد، إنجلترا (1955-2000)
- ليستر، إنجلترا (اوكلاند اكسلسيور / اكسبرس الرفع التحالف)
- مدريد، إسبانيا
- نوغاليس، المكسيك
- بويبلا، المكسيك
- ساو برناردو دو كامبو، البرازيل
- شيباياما، اليابان
- تيانجين، الصين
- سان سباستيان، إسبانيا
- Shcherbinka ، روسيا
- سان بطرسبرج، روسيا
- إسطنبول، تركيا
- موسكو، روسيا (تعمل تحت اسم "مركز خدمة أوتيس MOS"، وتنتج حزم التحديث وكمية صغيرة من مصاعد بانورامية غير القياسية لروسيا وبيلاروس وأوكرانيا)
- كييف، أوكرانيا
- وكان أوتيس مصنع في بلومنجتون بولاية انديانا. أنها لا تزال تستخدم في المكاتب على الموقع.
- وكان أوتيس مصنع في يونكيرس، نيويورك. تم إغلاقه في عام 1983، وهو الآن كاواساكي السكك الحديدية مصنع لتجميع السيارات.
- وكان أوتيس مصنع كبير في هاريسون، نيو جيرسي.
- أوتيس لديه منشأة لتصنيع تقع في هاتفيلد، PA الذي يسمى مصاعد CemcoLift. في أكتوبر 2012، تم الحصول عليها من قبل CemcoLift أوتيس.
- أوتيس لديها مرفق برج اختبار في بريستول، CT ومركز خدمة في بلومفيلد، CT التي تخدم أعمالها في أمريكا الشمالية والجنوبية. تقع أبراج اختبارات أخرى ومراكز الخدمة في جميع أنحاء العالم.

## وصلات خارجية
- الموقع الرسمي
- الموقع الرسمي بوما-أوتيس نسخة محفوظة 13 نوفمبر 2006 على موقع واي باك مشين.
- الموقع الرسمي أوتيس (الصينية)